# Société libre d'agriculture, sciences, arts et belles-lettres de l'Eure
La Société libre d'agriculture, arts, sciences et belles-lettres de l'Eure, en abrégé Société libre de l'Eure est la plus ancienne société savante du département de l'Eure. Ses membres, les institutions, la presse, la désignent généralement sous l'appellation simplifiée de la Société libre de l'Eure.
Elle a son siège à Évreux, dans les locaux des Archives départementales de l'Eure. 
Elle est présidée depuis 2020 par Jean-Claude Rigal-Roy.

## Historique
En 1798, le directoire exécutif du département de l'Eure, ancêtre de l'actuel conseil général de l'Eure, lance l'idée d'une société pour promouvoir et améliorer les pratiques et techniques agricoles.
Cette idée se concrétise le 4 prairial an VI par la création de la « Société libre d'agriculture et de commerce du département de l'Eure », qui connaît rapidement un vif succès et se diversifie. De grandes sociétés de l'Eure fusionnent en son sein durant les XIXe et XXe siècles. L'un de ses premiers présidents est François Rever. 
En 1830, elle prend son nom actuel de « Société libre d'agriculture, sciences, arts et belles-lettres du département de l'Eure », et se donne pour but de promouvoir le progrès sous toutes ses formes : agriculture (concours et comices agricoles), techniques nouvelles, littérature, histoire, archéologie, traditions populaires, médecine (action en faveur des prémices de la vaccination), etc.
En 1832, elle est reconnue d'utilité publique par le roi Louis-Philippe Ier.
Elle est présidée par de grands noms du département de l'Eure : préfets, conseillers généraux, parlementaires.
Les historiens et archéologues de l'Eure écrivent dans le Recueil des travaux de la Société libre d'agriculture, arts, sciences et belles-lettres de l'Eure et prononcent des conférences.
Dans le département de l'Eure, la Société libre est à l'origine de nombreux monuments et plaques commémoratives à la mémoire de nombreuses savants, artistes, écrivains et personnalités diverses.
En 1967, la section culturelle de la Société libre de l'Eure est relancée.
En 1971, la revue trimestrielle Connaissance de l'Eure sort son premier numéro réalisée par Jean Saussaye selon le format de sa propre revue Nouvelles de l'Eure.
Depuis, Connaissance de l'Eure continue à paraître régulièrement et la Société libre organise toujours conférences et sorties culturelles.
Une exposition organisée aux Archives départementales de l'Eure du 4 juin au 1er octobre 2009 retrace l'histoire et les activités de la Société libre de l'Eure.

## Liste des présidents de la Société libre de l’Eure depuis sa réorganisation en 1832
Cette liste recense les présidents de la société à partir de 1832.
- 1832. Antoine Passy, préfet de l’Eure.
- 1834. Alexandre Polangie de Rancé, officier d’état-major, député.
- 1835. Charles Gazan, ancien député.
- 1836. Hébert, juge de paix à Évreux.
- 1837. Alexis Hubert Robillard, ingénieur en chef du département de l’Eure.
- 1838. Antoine Passy, ancien préfet de l’Eure.
- 1839. Alexis de Monicault, préfet de l’Eure.
- 1840. Cassen, ancien receveur de l’enregistrement.
- 1841. Alexis de Monicault, préfet de l’Eure.
- 1842. Cassen, ancien receveur de l’enregistrement.
- 1843. Pierre-Amédée Zédé, préfet de l’Eure.
- 1844. Ange Petit, magistrat au tribunal d'Évreux, membre du conseil général de l'Eure.
- 1845. Pierre-Amédée Zédé, préfet de l’Eure.
- 1846. Narcisse-Achille de Salvandy, ministre, député.
- 1847. Francisque Petit de Bantel, préfet de l’Eure.
- 1848. Narcisse-Achille de Salvandy, ancien ministre.
- 1849. Hébert, juge de paix à Évreux.
- 1850. Paul Louis Marie Vallon, préfet de l’Eure.
- 1851. Antoine Passy, ancien préfet.
- 1852. Louis Marie Philibert Edgar Renouard de Sainte-Croix, préfet de l'Eure.
- 1853. Louis-Napoléon Suchet, duc d'Albufera, député de l'Eure.
- 1854. Raymond-Théodore Troplong, président du Sénat.
- 1855. Noël Lefebvre-Duruflé, ancien ministre, sénateur.
- 1856. Frédéric, comte de Lagrange, député du Gers.
- 1857. Eugène Janvier de La Motte, préfet de l'Eure.
- 1858. Louis-Napoléon Suchet, duc d'Albufera, député de l'Eure.
- 1859. Jean-Sébastien Devoucoux, évêque d'Évreux.
- 1860. Guillaume Petit, membre du conseil général de l’Eure.
- 1861. Gustave Rouland, ministre de l’Instruction publique.
- 1862. Camille Clément de La Roncière-Le Noury, vice-amiral, membre du conseil général de l'Eure.
- 1863. Aimé Marie Gaspard, duc de Clermont-Tonnerre, membre du conseil général de l'Eure.
- 1864. comte Pierre Roger de Barrey[2], membre du conseil général de l'Eure.
- 1865. Georges L'Hopital, maître des Requêtes au Conseil d’État.
- 1866. Sébastien Joseph Boulatignier, conseiller d’État.
- 1867. Léopold Delisle, membre de l’Institut de France.
- 1868. Adolphe Duverger, président du tribunal civil d'Évreux.
- 1869. Arthur Tourangin, préfet de l’Eure.
- 1870. Camille Clément de La Roncière-Le Noury, vice-amiral, membre du conseil général de l'Eure
- 1871. marquis de Blosseville, membre du conseil général de l'Eure.
- 1872. Joseph Jean Charles Jules, baron Sers, préfet de l’Eure.
- 1873. marquis de Blosseville, membre du conseil général de l'Eure.
- 1874. Albert, duc de Broglie, vice-président du conseil général de l'Eure.
- 1875. Louis Passy, sous-secrétaire d’État au Ministère des Finances.
- 1876. Gaspard Louis Aimé, duc de Clermont-Tonnerre, membre du conseil général de l'Eure.
- 1877. Charles Victor Tassin, préfet de l’Eure.
- 1878. marquis de Blosseville, vice-président du conseil général de l'Eure.
- 1879. Joseph Laurent Louis Alfred Firbach, préfet de l'Eure.
- 1880. Paul, comte de Salvandy, ancien député.
- 1881. Léopold Delisle, membre de l’Institut.
- 1882. Jules Barrême, préfet de l’Eure.
- 1883. Augustin Pouyer-Quertier, sénateur, président du conseil général de l'Eure.
- 1884. Émile Hébert, membre du conseil général de l'Eure.
- 1885. Victor-Amédée Barbié du Bocage, vice-président de la Société nationale d'agriculture de France (section de la Sylviculture).
- 1886. Louis Passy, député de l’Eure, secrétaire perpétuel de la Société nationale d’agriculture de France, membre du conseil général de l'Eure.
- 1887. Alexis Antoine Galtié, préfet de l’Eure.
- 1888. Christian Marie Pierre Le Vicomte de Blangy, membre du conseil général de l'Eure.
- 1890. Auguste Frémont, préfet de l’Eure.
- 1891. Louis Passy, député de l’Eure, secrétaire perpétuel de la Société nationale d’agriculture, vice-président du conseil général de l’Eure.
- 1892. Jules Léon Pointu-Norès, préfet de l’Eure.
- 1893. Duméril, propriétaire agriculteur à Émalleville (Eure).
- 1894. E. Izarn, propriétaire à Évreux.
- 1895. comte de Boury, membre du conseil général de l'Eure.
- 1896. Charles Fortier, propriétaire, ancien chef de contentieux à la Banque de France.
- 1897. Georges Bonjean, juge au tribunal de la Seine.
- 1898. Louis Passy, député de l'Eure, secrétaire perpétuel de la Société nationale d’agriculture de France, membre du conseil général de l'Eure.
- 1899. Arthur Join-Lambert, membre du conseil général de l'Eure.
- 1900. Henri Omont, membre de l'Institut, conservateur de la bibliothèque nationale (département des manuscrits).
- 1901. Gustave Prévost, ancien magistrat.
- 1902. Maurice de Vilmorin, membre de la Société nationale d'agriculture.
- 1903. Louis Passy, député de l'Eure, secrétaire perpétuel de la Société nationale d'agriculture, membre du conseil général de l'Eure.
- 1904. Camille Fouquet, député de l'Eure.
- 1905. Albert Sorel, membre de l'Académie française.
- 1906. Joseph L'Hopital, président du Syndicat agricole de l'arrondissement d'Évreux.
- 1907. Louis Passy, député de l'Eure, secrétaire perpétuel de la Société d'agriculture, membre du conseil général.
- 1908. vicomte René de Valon, membre du conseil général de l'Eure (fils de Louis Alexis de Valon).
- 1909. Maurice Hervey, membre du conseil général de l'Eure.
- 1910. Émile Picot, membre libre de l'Institut[3], maire de Saint-Martin-d'Écublei.
- 1911. Léon Monnier, sénateur de l'Eure.
- 1912. Jules-Joseph Érasme Lerenard-Lavallée, juge au tribunal civil de Bernay.
- 1913. Louis Passy, député de l'Eure, secrétaire perpétuel de la Société nationale d'agriculture, membre du conseil général de l'Eure.
- 1914. Albéric de Mare, président de la Caisse régionale de crédit mutuel agricole de l'Eure.
- 1915. Pas de mention
- 1916. Charles Aubourg, marquis de Boury, député de l'Eure, vice-président.
- 1917. Paul Harel, homme de lettres.
- 1918. Louis Modeste-Leroy, député de l'Eure, président du conseil général de l'Eure.
- 1919. Robert Leneveu, préfet de l'Eure.
- 1920. Léon Coutil, correspondant de l'Institut.
- 1921. Henri Omont, membre de l'Institut.
- 1922. Maurice, duc de Broglie, membre de l'Institut.
- 1923. Paul Labbé, membre de la Chambre de commerce de l'Eure.
- 1924. André Hallays, homme de lettres.
- 1925. André Beaunier, homme de lettres.
- 1926. Armand Albert-Petit, ancien professeur au lycée Janson-de-Sailly.
- 1927. Maxime Laignel-Lavastine, professeur à la faculté de médecine de Paris.
- 1928. Georges Goyau, membre de l'Académie française.
- 1929. Prosper Josse, sénateur de l'Eure.
- 1930.
- 1931. Jérôme Carcopino, membre de l'Institut.
- 1932. Paul Chrétien, général de division, retiré à Harcourt[4].
- 1933. Maurice Hervey, sénateur de l'Eure, ancien vice-président du Sénat.
- 1934. Pierre de Viel-Castel, conseiller général de l'Eure[5].
- 1935. marquis de Saint-Pierre, président des Normands de Paris.
- 1936. Léon Lauvray, ancien député, président de la Chambre d'agriculture de l'Eure.
- 1937. André Join-Lambert, sénateur de l'Eure.

Après la Seconde Guerre mondiale : 
- v. 1967. Gilbert Martin, membre de l'Académie d'agriculture.
- av. 1988. Armand Jardillier, conservateur du château d'Harcourt
- av. 1999. Jacques Auboin, avocat.
- 2008. Jean-Pierre Raux[6], président de l'Union des cercles généalogiques et héraldiques de Normandie (UCGHN), président du Cercle généalogique de l'Eure.
- 2020. Jean-Claude Rigal-Roy